# Tine (cuvier)
Pour les articles homonymes, voir Tine.

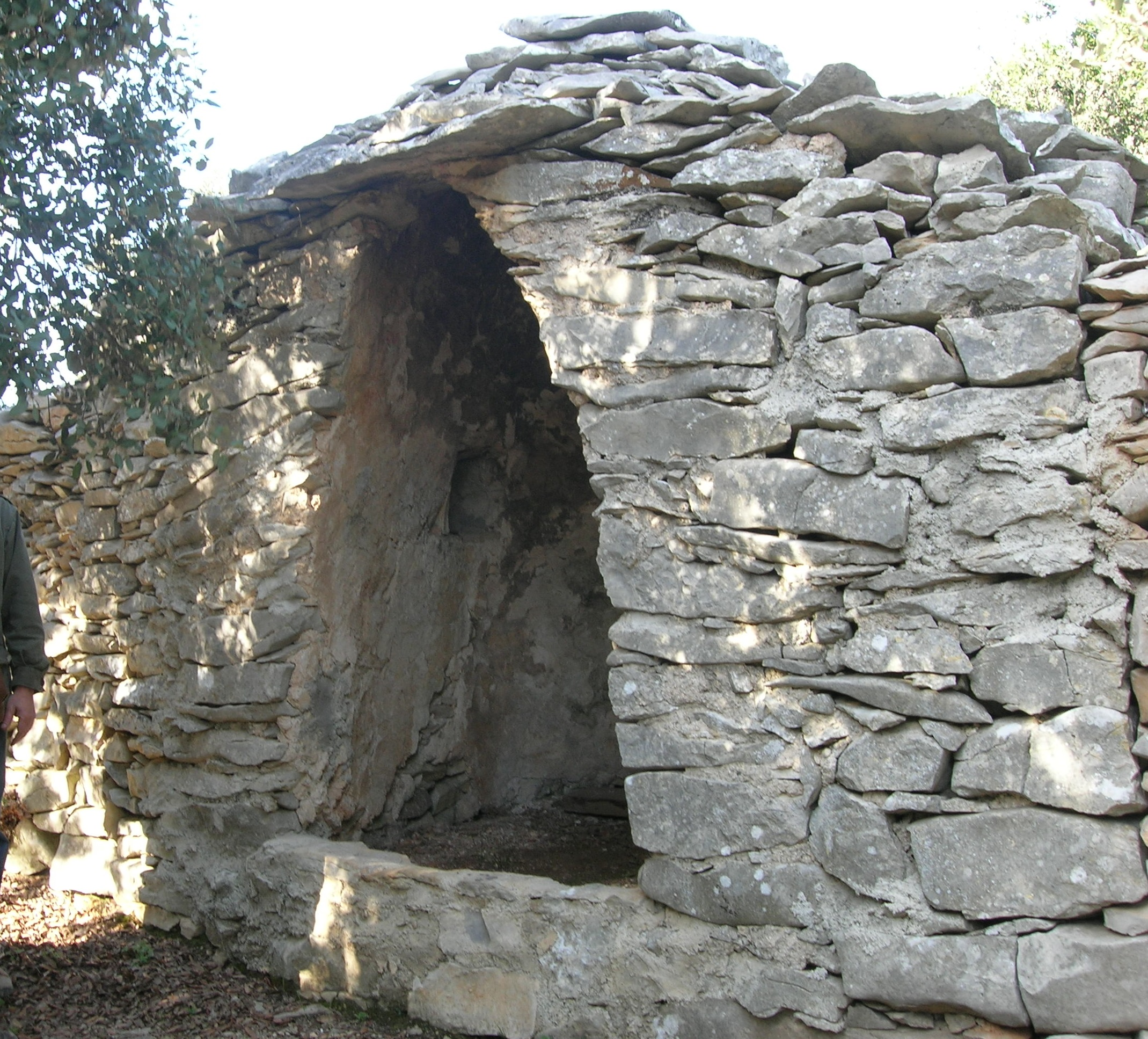
Tine couverte par une voûte de pierres sèches encorbellées, à Caveirac (Gard).

Dans les garrigues périurbaines du Gard aux XVIIIe et XIXe siècles, une tine (tino en langue d'oc) est un cuvier en maçonnerie sèche, couvert d'une voûte d'encorbellement. Il servait de dépôt provisoire de la vendange ou de la récolte d'olives dans les enclos cultivés. 
Les tines, ou ce qu'il en reste, se rencontrent notamment dans les garrigues de Nîmes, de Marguerittes et de Caveirac.

## Terminologie
Le sens du terme tino est très proche d'une des acceptions de « cuvier » dans le vocabulaire français de la viticulture, à savoir « récipient dans lequel on verse les paniers de raisins lors de la vendange. ».

## Morphologie et architecture
La tine est une petite construction au plan extérieur en forme de « fer à cheval » (c'est-à-dire avec une façade plane et un tour arrondi en demi-cercle ou en demi-ellipse) et au plan intérieur en forme de « trou de serrure » s'il y a un couloir d'entrée (diamètre : de 1,50 m à 2 m). 
Une dalle posée de chant - la margelle - sépare, dans les édifices les plus simples, l'embrasure de l'entrée et la cellule ou, dans les édifices les plus évolués, un petit couloir et la cellule. La partie basse de cette dernière prend la forme d'une cuve rudimentaire, rendue étanche par un mortier de terre glaise et de chaux grasse qui en tapisse le fond et les parois sur 70 cm de haut. 
L'élévation du couloir (deux encorbellements symétriquement opposés et couverts par une dalle formant linteau), sa hauteur (de 1,80 m à 2 m), permettaient à un homme portant une charge de raisins ou d'olives sur l'épaule de la décharger dans la cuve. L'entourage de l'entrée est lui aussi crépi de mortier de chaux. 
Le linteau, lorsqu'il est mince, peut saillir d'une quinzaine de centimètres pour former une sorte d'auvent contre la pluie (voir image en tête de l'article). Si le linteau est trop épais, il peut être surmonté d'une dalle saillante plus mince servant d'auvent supra-lintal.
Au-dessus de la cuve, s'élève une voûte de 2 m à 3 m sous flèche, recelant dans ses parois, à mi-hauteur, une ou deux niches.
Une capitelle en pierre sèche vient parfois s'accoler latéralement à la tine, à droite ou à gauche de celle-ci (voir galerie ci-dessous).

## Fonction
La tine sert à égrapper le raisin, c'est-à-dire à en séparer les grains de la rafle. Celle-ci reste sur place, seuls les grains sont emportés.
La tine se dresse toujours à proximité de l'entrée de l'enclos ou en bordure d'un chemin, de façon à permettre à un animal de bât ou à un charreton de venir chercher la récolte de la journée et de la transporter jusqu'à la cave de la maison villageoise (pour les raisins) ou au moulin à huile (pour les olives).

Tines à Caveirac (Gard)
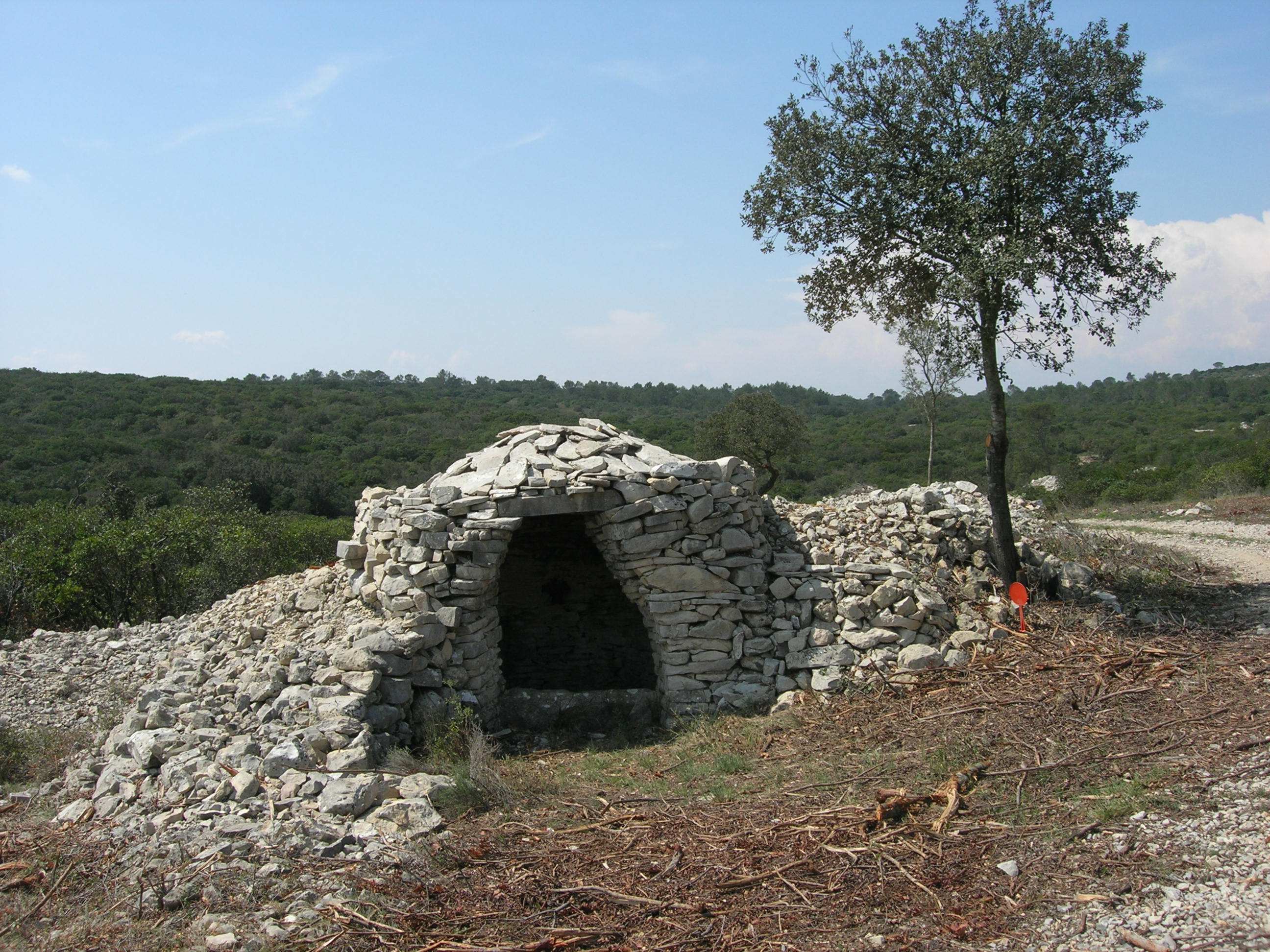
Tine isolée.
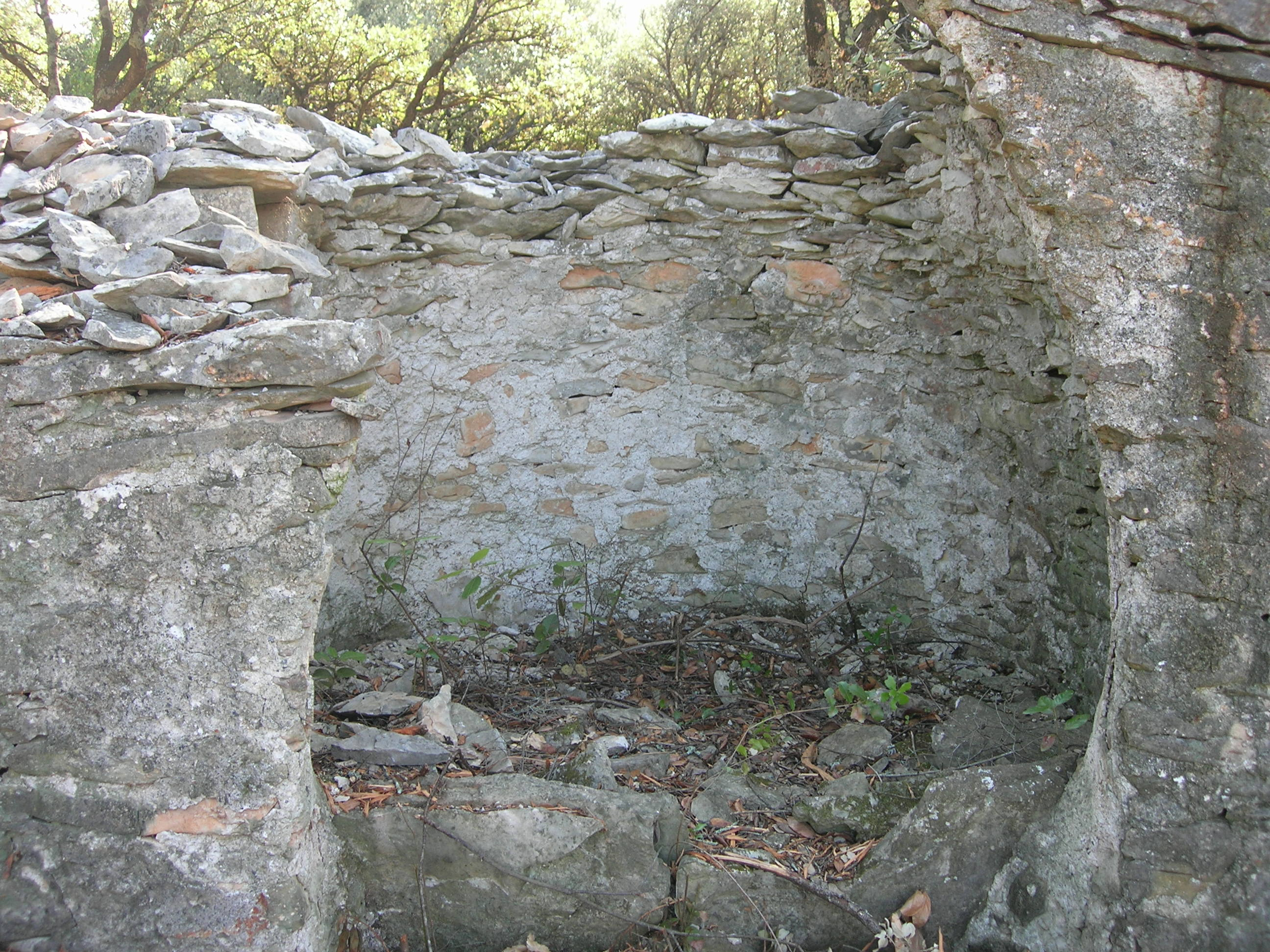
Tine à la voûte effondrée.
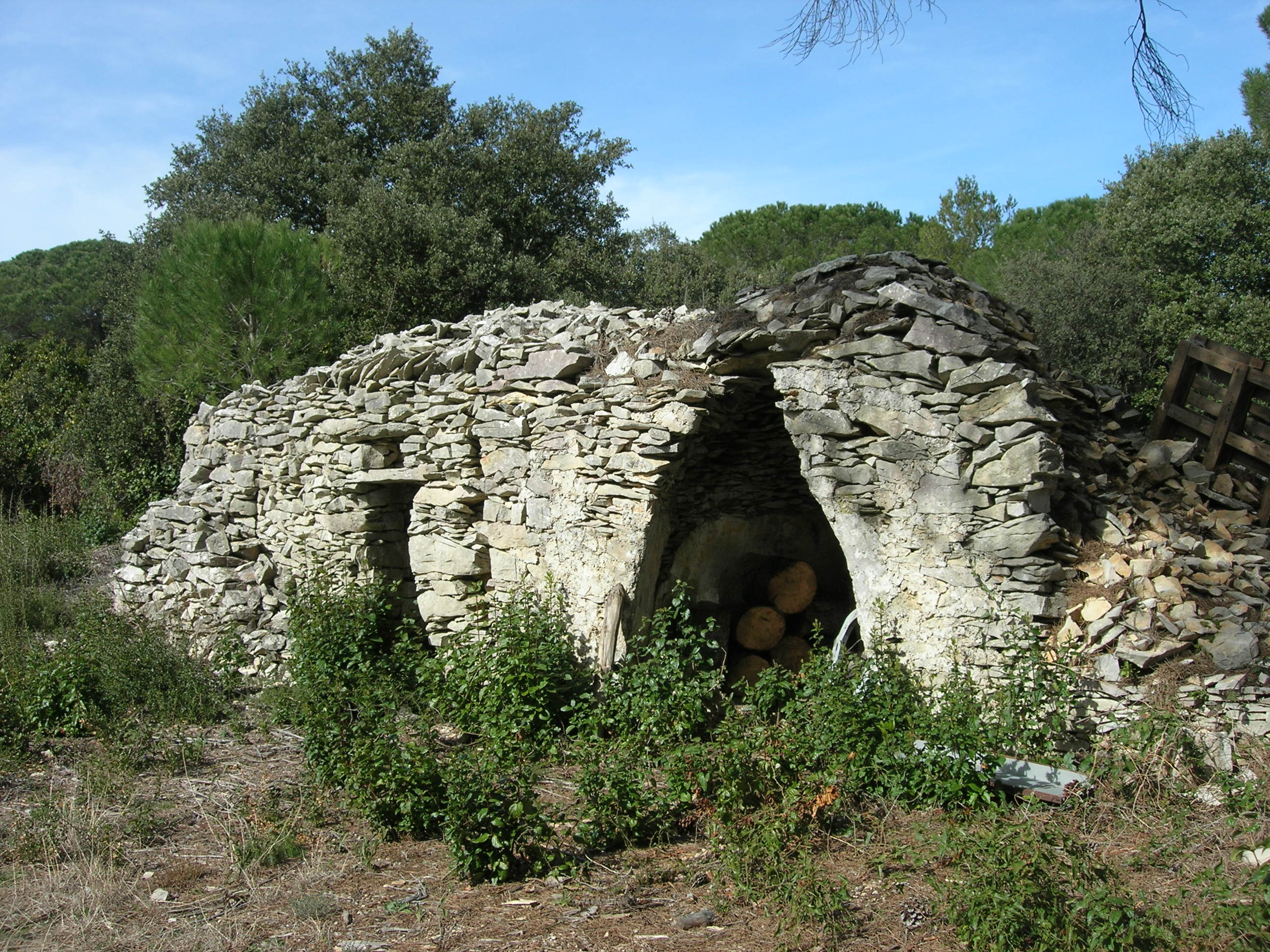
Tine (à droite) et capitelle attenante.
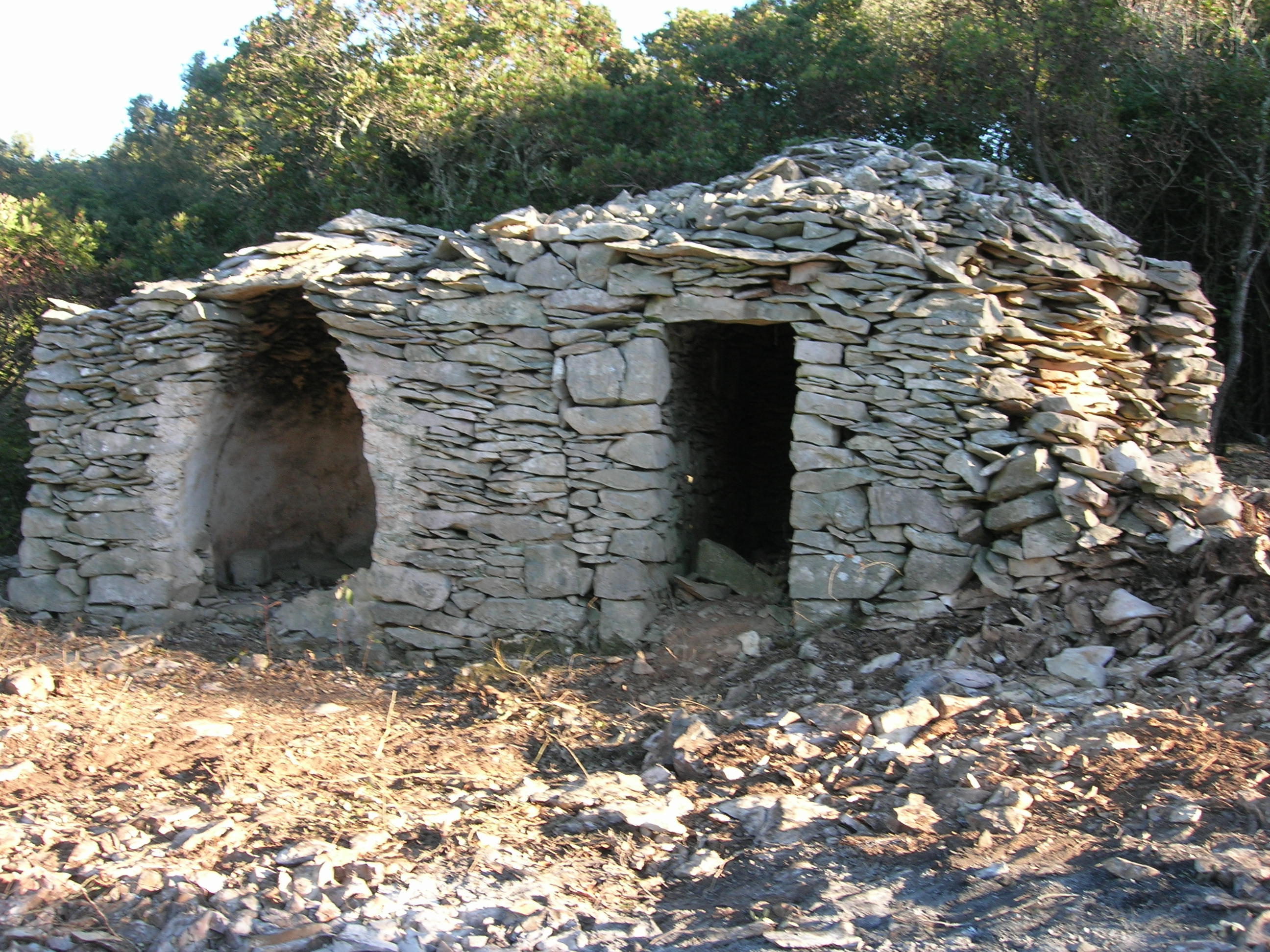
Tine (à gauche) et capitelle attenante.
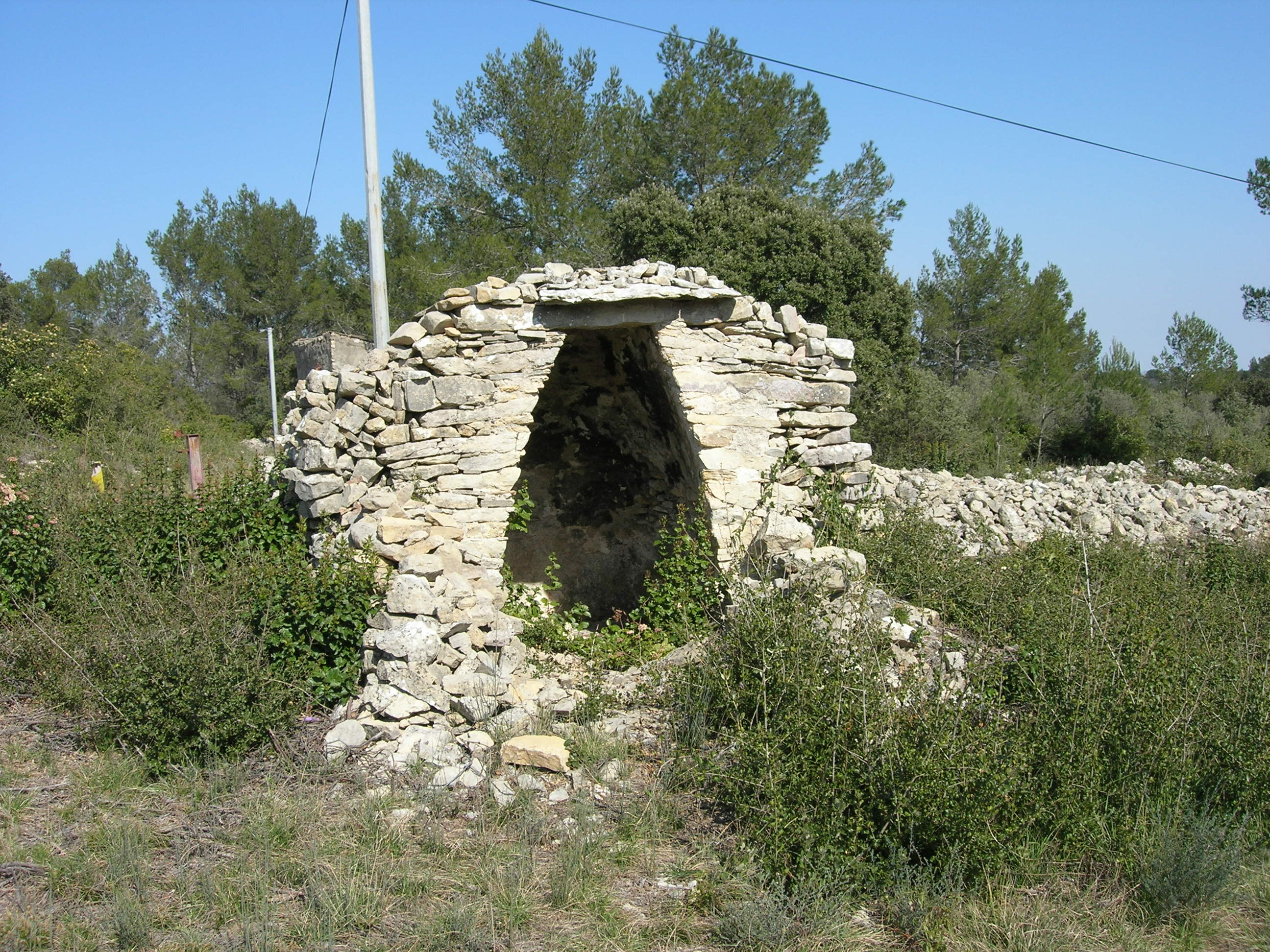
Tine isolée.
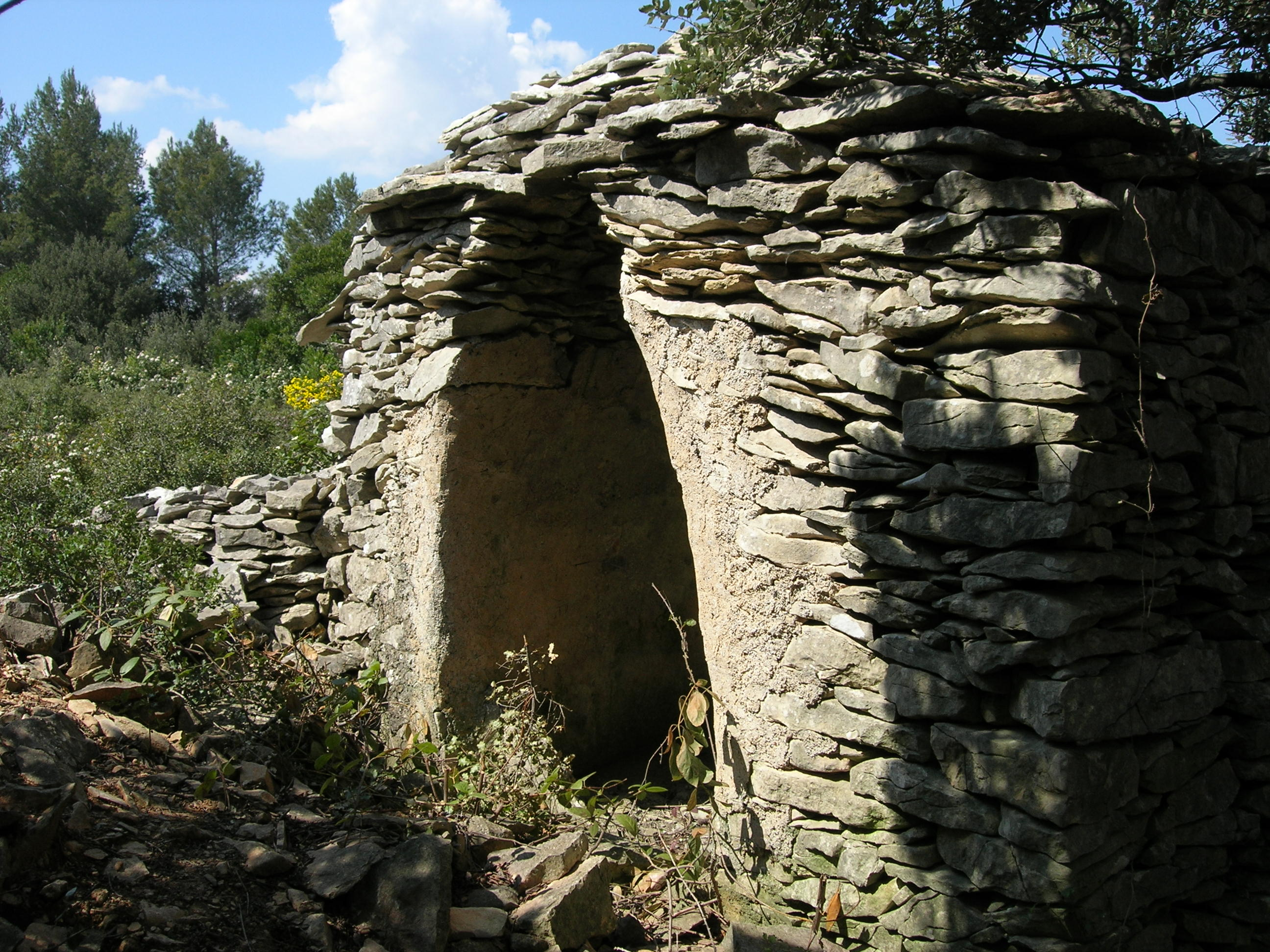
Tine isolée, au linteau tombé.
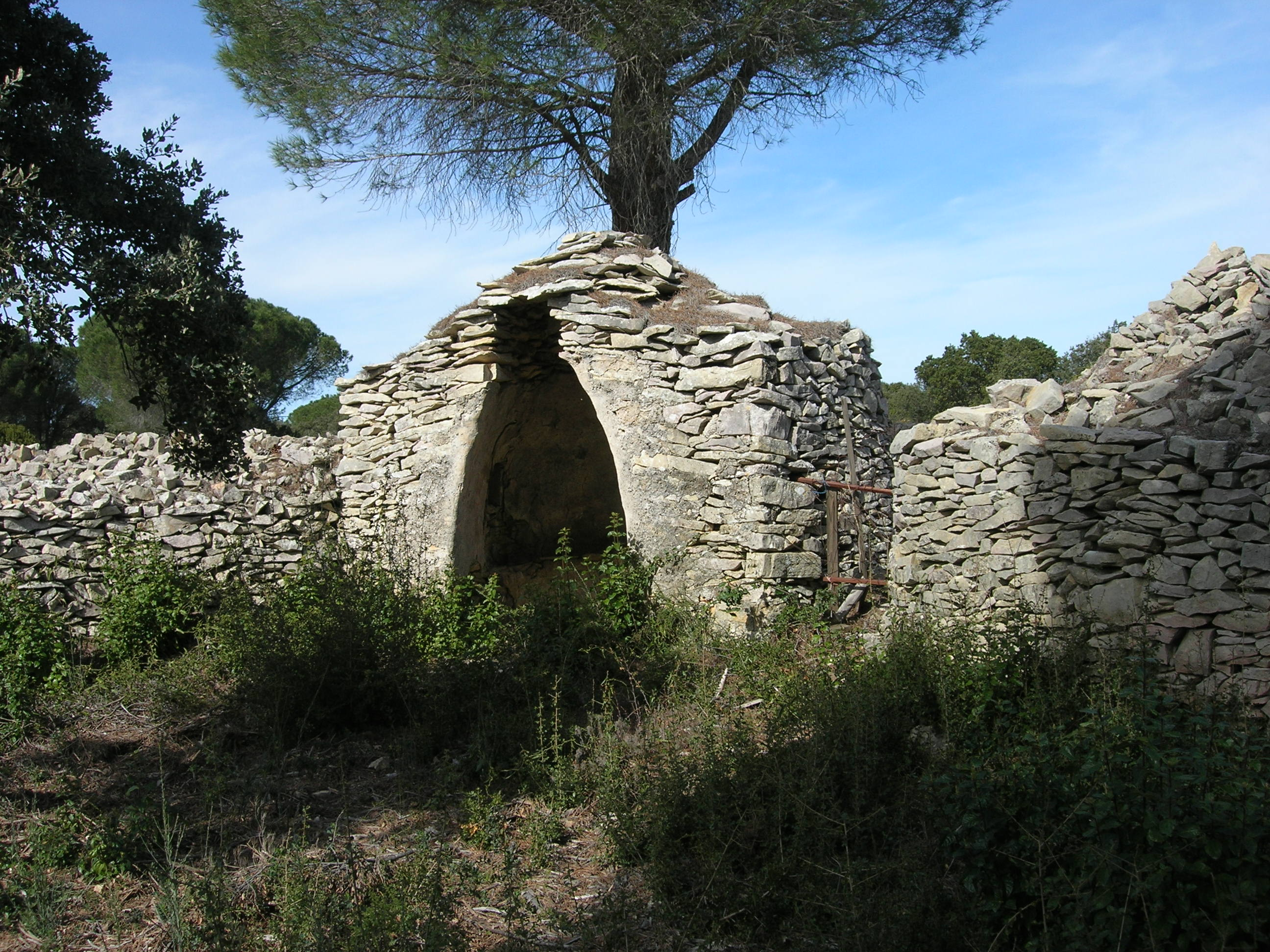
Tine isolée, au linteau tombé.

## Bâtisseurs
Les propriétaires des enclos en pierre sèche où se trouvent les tines étaient le petit peuple des villes. Se fondant sur des textes notariés, Paul Marcellin place le départ de la colonisation agricole de la garrigue nîmoise à 1667, son extension au XVIIIe siècle, son maximum au milieu du XIXe siècle et son déclin à partir de la crise phylloxérique frappant le Gard dans les années 1860.